# أنتوني جيمس دي روتشيلد
أنتوني جيمس دي روتشيلد (بالإنجليزية: Anthony James de Rothschild)‏ هو شخصية أعمال بريطاني، ولد في 30 يناير 1977 في لندن في المملكة المتحدة.